# Эта Южной Рыбы
Eta Piscis Austrini (Eta PsA, η Piscis Austrini, η PsA, 12 Южной Рыбы) — бело-голубая звезда главной последовательности в созвездии Южной Рыбы. Имеет видимую звёздную величину +5.43 и видна невооружённым глазом на пригородном небе. Находится на расстоянии 1012 световых лет от Солнца.